# Novus
Novus（のうす）は、WRESTLE-1のユニットである。2014年7月に結成、翌月より始動した。
ユニット名であるNovusという名前の由来はラテン語で『新しい』という意味がありWRESTLE-1に4人の“新しい”波、“新しい”風というものを巻き起こしWRESTLE-1の“新しい”風景をご覧いただこうという意味。また発案者はNovusという単語を見つけた児玉。

## 略歴
2014年7月1日にWrestling New ClassicからWRESTLE-1に移籍してきた児玉裕輔・土肥孝司・黒潮"イケメン"二郎・藤原ライオンがWRESTLE-1に新しい風を巻き起こす若手中心の新ユニット。
7月21日WRESTLE-1移籍後初めての後楽園ホール大会に参戦。児玉を除く3人がアンディ・ウー&村瀬広樹&稲葉大樹と6人タッグマッチを行い黒潮がイケメンスパイラルで村瀬から勝利する。児玉が中之上靖文にコークスクリュー・ムーンサルトプレスで勝利。
7月22日に記者会見を行い、前日全員が勝利した勢いで「このままイケるんじゃねぇ?」という意気込みの元結成したユニット。狙うはWRESTLE-1の頂点とエースKAIの首とのこと。また4人は仲良くする気はないと言う。

## メンバー
- 児玉裕輔
- 黒潮"イケメン"二郎

## 元メンバー
- 土肥孝司
- 藤原ライオン